# Konipas luční
Konipas luční (Motacilla flava) je malý zpěvný pták z čeledi konipasovitých.

## Taxonomie

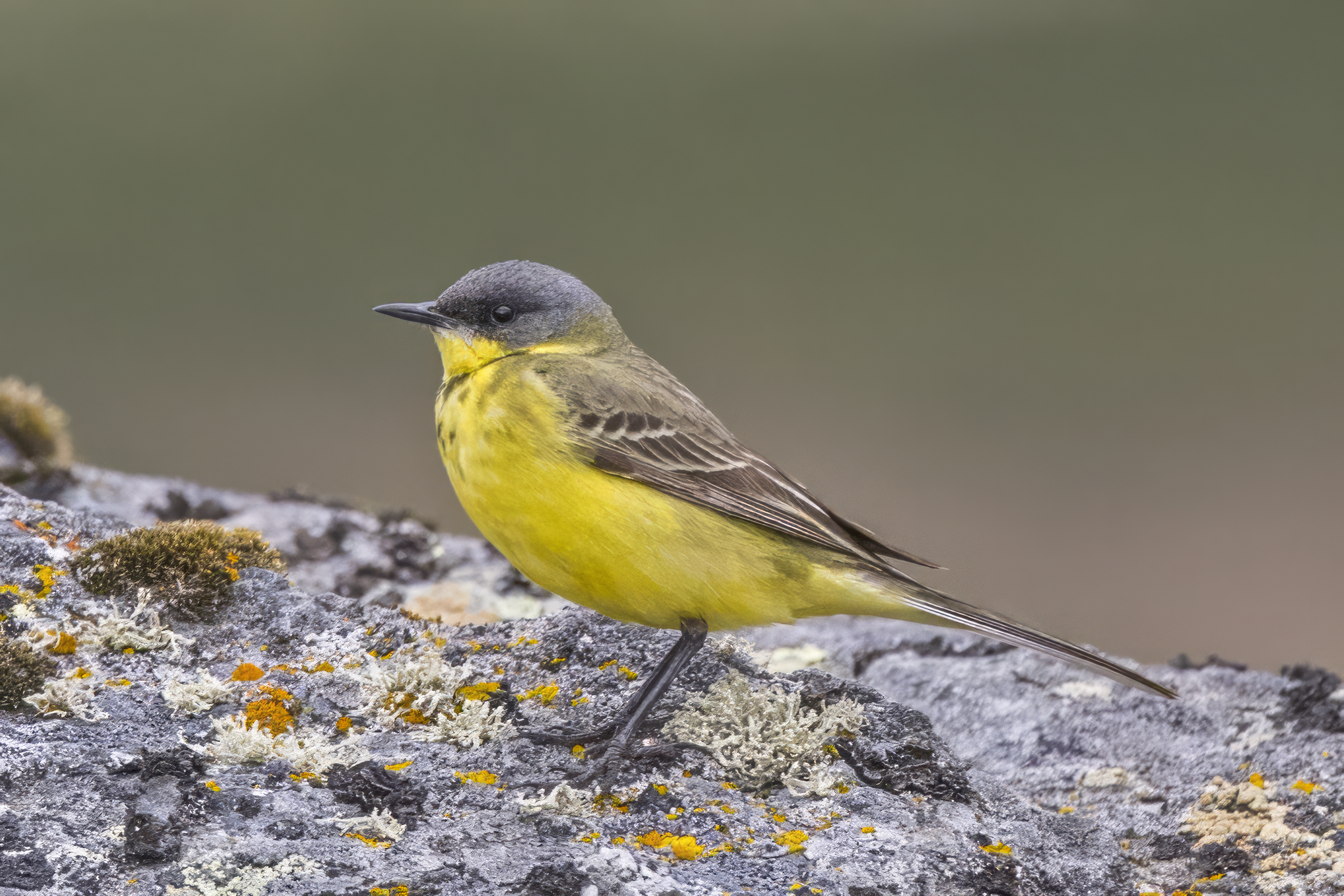
Samec konipase lučního severoevropského (M. f. thunbergi)

Značně zeměpisně proměnlivý druh, variabilní zejména ve zbarvení hlavy samců. Některé z popsaných poddruhů jsou dnes mnoha autory považovány za samostatné druhy (hlavně konipas luční anglický, M. f. flavissima a konipas luční východoruský, M. f. lutea), navíc byly popsány poddruhy, které jsou hybridy v přechodných zónách mezi validními poddruhy. Z poddruhů vyskytujících se v Evropě má konipas luční středoevropský (M. f. flava), konipas luční španělský (M. f. ibariae), konipas luční italský (M. f. cinereocapilla) a konipas luční západosibiřský (M. f. beema) hlavu světlou s bílým nadočním proužkem, konipas luční severoevropský (M. f. thunbergi) tmavou bez bílého nadočního proužku a konipas luční předoasijský (M. f. feldegg) zcela černou. Dalších 6 poddruhů obývá asijskou část areálu, kde má 5 poddruhů hlavu tmavou bez nadočního proužku a 1 černou.

## Popis
Velikosti štíhlého vrabce (délka těla 15–16 cm). Samec má žlutou spodinu těla, šedozelený hřbet a hnědavě šedá křídla s výraznými, ale úzkými světlými křídelními páskami; samice je méně výrazně zbarvená. Nohy jsou ve všech šatech černé.
Podobný konipas horský (Motacilla cinerea) se liší delším ocasem, kratšíma světlýma nohama, odlišným hlasem i prostředím.

## Rozšíření
Druh s palearktickým typem rozšíření, proniknuvší i do Severní Ameriky. V Evropě jako hnízdič chybí pouze v Irsku a v severní části Velké Británie. Převážně tažný, se zimovišti v tropické Africe a Asii. Evropská populace v posledních letech mírně klesá, její velikost je odhadována na 7 900 000–14 000 000 párů.

## Výskyt v Česku
Na území ČR pravidelně, avšak nepříliš hojně hnízdí, hlavně v nižších polohách, ale místy až do 720 m n. m. (výskyty v hnízdním období však bývají zaznamenávány i značně výše, např. v 1430 m n. m. v Krkonoších nebo v 1050 m n. m. na Šumavě). Hlavními hnízdními oblastmi jsou Podkrušnohoří, Plzeňsko až jihočeské rybniční pánve a jižní Morava. Po znatelném úbytku od 60. let 20. století se jeho početnost v posledních letech opět zvyšuje; v letech 1985–89 byla celková populace odhadnuta na 600–1200 párů, v letech 2001–2003 na 800–1600 párů.
V Česku hnízdí převážně konipas luční středoevropský (M. f. flava), ale hnízdění je možné také u konipase lučního severoevropského (M. f. thunbergi) a konipase lučního předoasijského (M. f. feldegg). Dále byli na českém území zaznamenáni jedinci vykazující znaky konipase lučního italského (M. f. cinereocapilla), konipase lučního západosibiřského (M. f. beema) a konipase lučního východoruského (M. f. lutea).
Přílet probíhá hlavně během dubna, odlet od srpna do konce září.
Hnízdí na podmáčených pastvinách, zaplavených loukách, poblíž jezer a nádrží.

## Potrava
Potravu tvoří téměř výhradně hmyz, v malé míře i pavouci, červi a měkkýši. Sbírá ji hlavně na zemi, ale i na rostlinách nebo za letu.

## Hnízdění

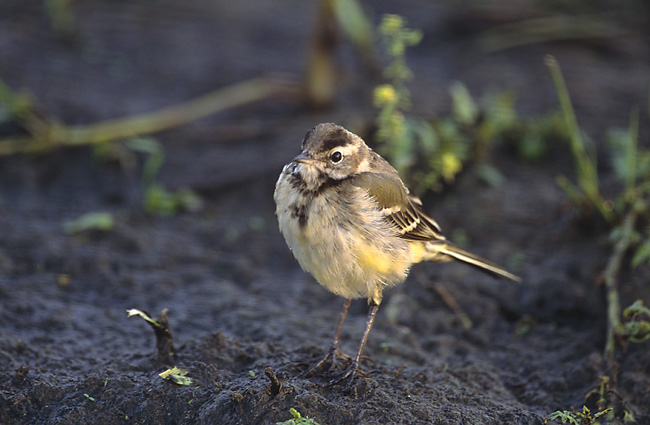
Konipas luční, mladý pták

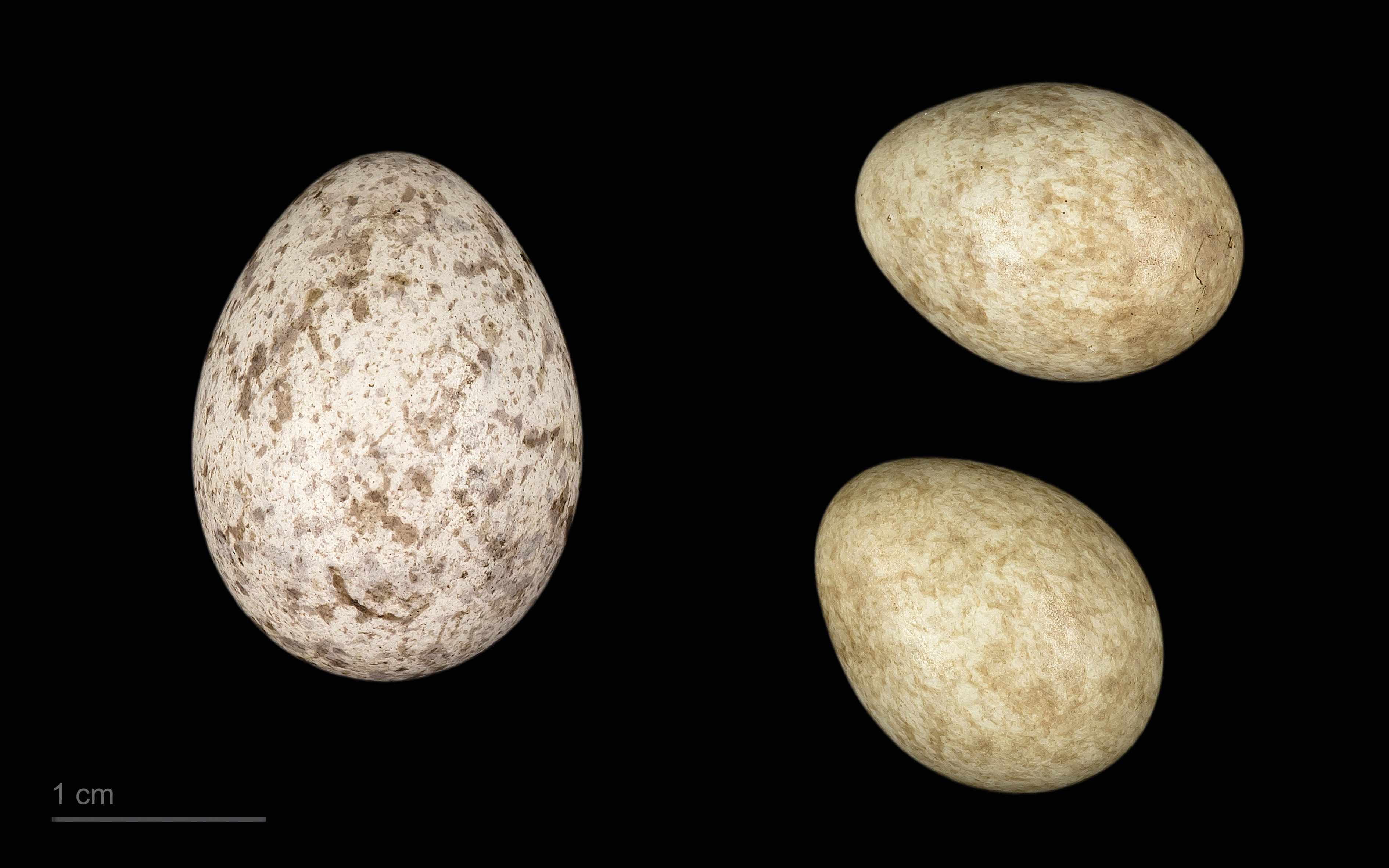
Cuculus canorus canorus + Motacilla flava

Hnízdí jednotlivě, monogamně. Na hnízdiště přilétají nejprve samci, po 1–2 týdnech následováni samicemi. Hnízdo je na zemi, dobře skryté ve vegetaci, vystlané rostlinným materiálem, chlupy a žíněmi; staví samotná samice, zpočátku nosí stavební materiál v malé míře také samec. Hnízdí většinou 1×, méně i 2× ročně od května do července. Ve snůšce bývá 5–6 (3–7) šedavých, smetanově nažloutlých, hustě jemně skvrnitých vajec o rozměrech 18,8 × 14,4 mm. Inkubace trvá 12–13 dnů, sedí převážně samice, během dne krátce střídaná samcem. Mláďata jsou krmena oběma rodiči a hnízdo opouštějí ve věku 11–12 dnů. Vzletnosti dosahují ve stáří 14–16 dnů a pohlavně dospělá jsou na konci prvního roku života.